# Римаренко Вадим Володимирович
Вадим Володимирович Римаренко (позивний — Геолог) — український військовослужбовець, полковник Збройних сил України, учасник російсько-української війни.
Командир 137-го окремого батальйону морської піхоти.

## Нагороди
- орден Богдана Хмельницького III ступеня (12 грудня 2016) — за особисту мужність, самовідданість і високий професіоналізм, виявлені у захисті державного суверенітету та територіальної цілісності України, вірність військовій присязі[3].